# Entodon bandongiae
Entodon bandongiae là một loài Rêu trong họ Entodontaceae. Loài này được (Müll. Hal.) A. Jaeger mô tả khoa học đầu tiên năm 1878.